# Chaetolauxania sternopleuralis
Chaetolauxania sternopleuralis är en tvåvingeart som beskrevs av Kertesz 1915. Chaetolauxania sternopleuralis ingår i släktet Chaetolauxania och familjen lövflugor.
Artens utbredningsområde är Taiwan. Inga underarter finns listade i Catalogue of Life.